# Antarchaea helesusalis
Antarchaea helesusalis là một loài bướm đêm trong họ Noctuidae.